# Medium (spiritismo)

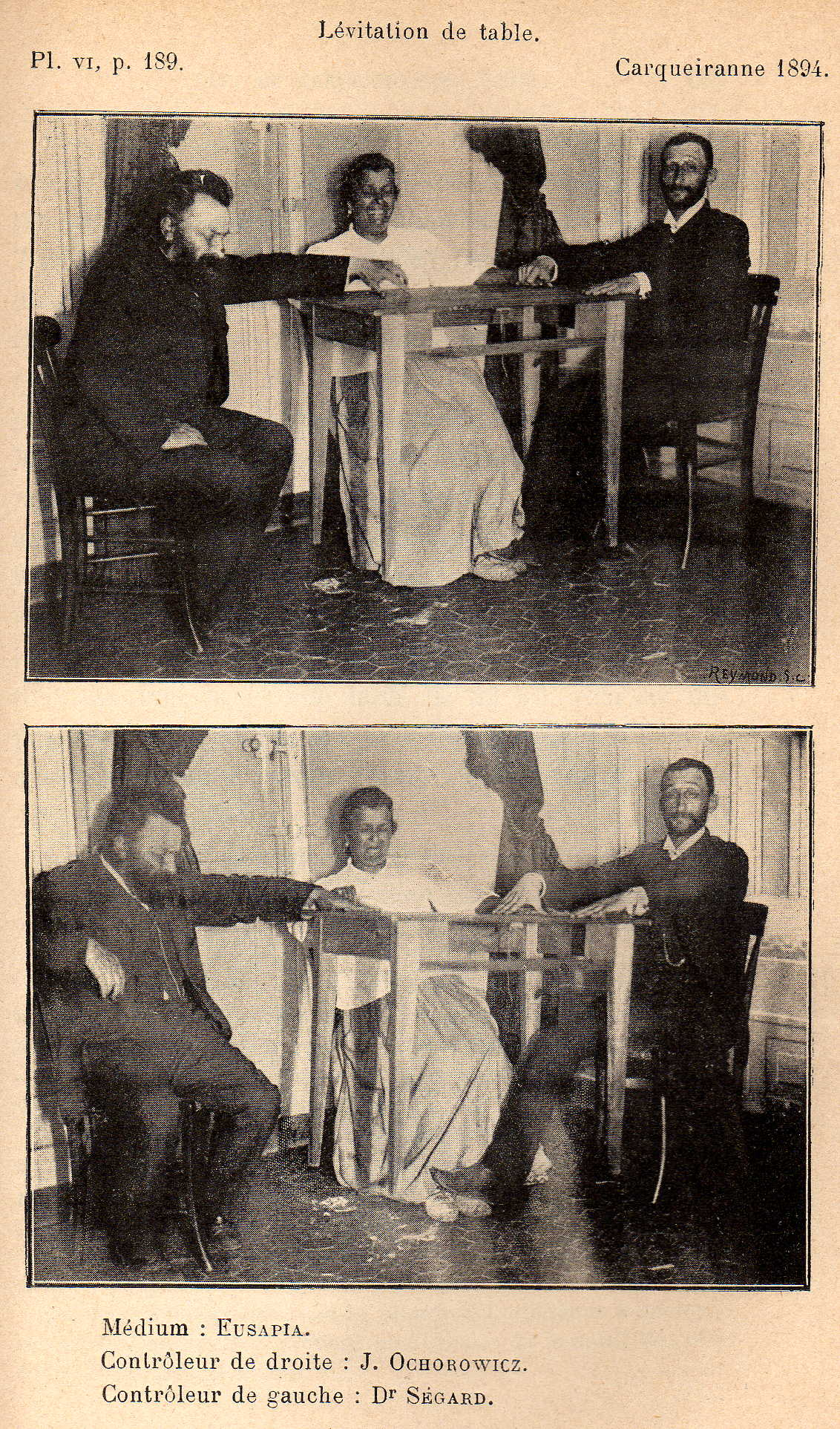
Fotografie della medium Eusapia Palladino (1894) mentre viene sottoposta a controlli da parte di Julian Ochorowicz (a sinistra) e del dottor Ségard (a destra).

Un medium (termine latino per "mezzo, strumento") o ipersensitivo è una persona che sostiene di poter operare come intermediario tra vita e morte, più in particolare con presunte entità soprannaturali. 
Il termine nasce nell'ambiente dello spiritismo negli anni cinquanta del XIX secolo per poi estendersi successivamente in altri ambiti. Nel linguaggio comune e nella cultura popolare si definisce medium principalmente colui in grado di contattare le supposte anime di persone decedute, per via orale ("psicofonia") o per via scritta ("psicografia" o scrittura automatica).
I medium sono stati oggetto di studio da parte della parapsicologia per via di presunti fenomeni paranormali di tipo fisico che, a detta dei sostenitori, si verificherebbero durante le manifestazioni medianiche: tra questi fenomeni sono stati elencati lo spostamento o la materializzazione di oggetti e la generazione d'una imprecisata sostanza speciale chiamata ectoplasma.
Nonostante le numerose ricerche, la scienza ufficiale non è stata in grado, in ambiente controllato, di rilevare tali fenomeni; in conseguenza di ciò tale pratica è stata da essa affibbiata alla credulità popolare e alla pseudoscienza, non esistendo, secondo il cosiddetto metodo scientifico, alcuna prova oggettiva delle asserzioni proposte.

## Storia

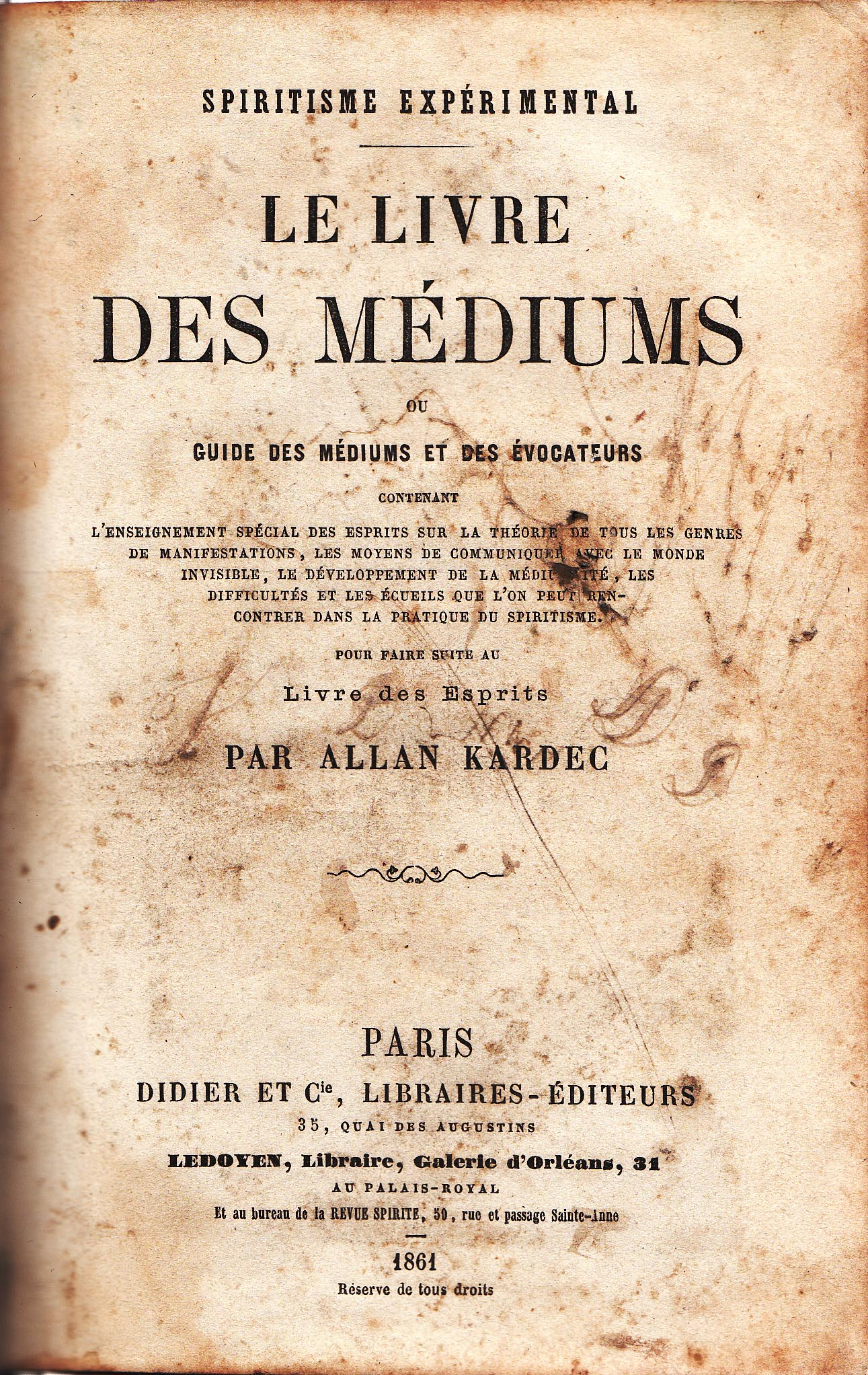
Il libro dei medium di Allan Kardec, pubblicato nel 1861, che rese popolare il neologismo "medium".

Una pratica con analogie con quanto viene oggi definito abitualmente come pratica medianica sarebbe stata diffusa sin dall'antichità presso i Sumeri, gli Egizi, i Greci e i Romani, sempre strettamente correlata all'attività degli oracoli o alla necromanzia.
Il primo a cercare di studiare i fenomeni medianici in modo sistematico fu il pedagogista francese Allan Kardec, che codificò la dottrina filosofica dello spiritismo attorno ai fenomeni che avevano richiamato l'attenzione di filosofi e scienziati europei nella seconda metà del XIX secolo. Nel suo primo libro sull'argomento, Il libro degli spiriti, Kardec conia il termine medium (mezzo, tramite) per designare le persone che servirebbero come intermediari nel rapporto tra gli spiriti e gli uomini, attraverso una facoltà, la medianicità, che si troverebbe in tutti gli uomini ma in gradi di sviluppo molto diversi.
In seguito scrisse Il Libro dei Medium per descrivere tutte le sue indagini riguardo ai fenomeni medianici e ai diversi tipi di medium, ed è tuttora ritenuto uno dei testi principali dello spiritismo e della medianicità. Il Kardecismo ebbe particolare successo e diffusione in Brasile, dove i suoi insegnamenti e le sue credenze andarono a intrecciarsi con i culti spirituali locali.
Sempre negli stessi anni, precisamente nel 1848, negli Stati Uniti fece grande clamore il controverso caso delle Sorelle Fox, con le quali iniziò la storia del movimento spiritista moderno in ambito anglosassone, e che raggiunse il proprio periodo di maggiore fioritura e popolarità tra la metà del XIX e la metà del XX secolo. Sebbene non più popolari e in vista come un tempo, chiese spiritiste sono ancora oggi attive nel Regno Unito e negli altri paesi anglosassoni.

## Il rapporto con laNew Agee ilchanneling
Nell'ambito della New Age si è diffusa la credenza in una nuova forma di medianicità, nota in italiano come "canalizzazione" (calco dell'inglese channeling). Ciò che differenzierebbe i medium tradizionali dai canalizzatori sarebbe il tipo di "entità" con cui essi dichiarano di mettersi in contatto: il medium infatti dice di comunicare principalmente con gli spiriti dei trapassati, laddove i channelers asseriscono di "canalizzare" presunte entità disincarnate, come gli spiriti guida, che sarebbero desiderose di mettersi in contatto con gli esseri umani per guidarne l'evoluzione.
Il channelling è un tipo di contatto più mediato: se il medium parla direttamente con angeli o defunti, il channeler interagisce con uno spirito guida (o maestro asceso) che "dall'altra parte del velo" è la sua interfaccia con le altre entità. Senza lo spirito guida, non c'è fenomeno paranormale: lo spirito guida, libero quanto il channeler, decide ora, luogo e modalità del fenomeno (seduta, scrittura automatica ecc.), oppure se manifestarsi al channeler senza preavviso. Lo spirito guida rivolge alle altre entità le domande del channeler e fornisce a questi le loro risposte, apporti o asporti di oggetti.
Il channeler non può verificare né ha la percezione extrasensoriale se dall'altra parte lo spirito guida stia effettivamente contattando terze entità, come dichiara, oppure se lo spirito guida stia mentendo, e fornisca delle risposte proprie, facendole risultare come affermazioni di defunti o altre entità. Secondo una visione più critica, spesso si manifesterebbero entità negative (come demoni), per i quali non prova niente il fatto che mostrino di conoscere fatti o particolari del corpo che solo il defunto poteva avere visto o vissuto: questo tipo di entità anche se non onnisciente, accede dopo la morte a una coscienza più vasta per cui può comunque conoscere cose e fatti del passato (e del futuro), anche di terzi, che non ha visto e vissuto personalmente nella vita terrena.

## Trance medianica autoindotta
Fin dall'antichità, in vari modi viene indotto uno stato di trance con musiche e danze frenetiche, alcool e droghe, luci pulsate ad alta frequenza e di breve durata. Le singole persone reagiscono in modo diverso ai tentativi di indurre trance con varie tecniche, e per avere un evento paranormale conta molto l'elemento soggettivo, le altre facoltà innate o acquisite del medium. Nello stato di trance l'Io è temporaneamente indebolito, e "cederebbe" volontariamente il controllo del cervello -e quindi di tutto il corpo- ad altre entità, che hanno così modo di manifestarsi, causando a partire dal cervello eventi o paralisi sensorie o motorie.
L'ipnosi era utilizzata dagli psicologi nell'Ottocento perché priva di conseguenze per il paziente, che al termine riprendeva coscienza come prima dell'ipnosi senza ricordare nulla dell'accaduto, quindi senza traumi visibili e senza alterazioni organiche e/o funzionali del cervello. Variante della autoipnosi, pure la pratica di una trance autoindotta sembrerebbe relativamente sicura, priva di danni permanenti o irreversibili, eccetto l'uso di alcune droghe (altro discorso sono gli aspetti riguardanti il contatto con certe entità e la mancata chiusura della seduta). Le droghe in genere e la trance medianica indotta con droghe sono sospettate di indurre danni permanenti e irreversibili al cervello, sia organici, con una perdita di massa grigia, che funzionali con effetti molto più potenti di altre sostanze. Le droghe agiscono sul lobo temporale e corteccia pre-frontale (attenzione, capacità di decidere e tempo di reazione, auto-regolazione e memoria), in cui alcune correnti della psicologia moderna localizzano la sede dell'Io cosciente.
Lobo temporale e corteccia pre-frontale potrebbero essere coinvolti in tutti casi di trance indotta anche con gli altri metodi. Infatti, sono le "uniche" zone del cervello che dal punto di vista anatomico possono sempre cambiare nel tempo, e con buona certezza cambiano nell'età dello sviluppo. Per cui, se l'inizio del fenomeno medianico coinvolge in qualche modo il cervello, l'impatto prevedibilmente avviene nelle zone suddette. A seconda del soggetto, tossico-dipendente e non, cambiano nel lobo temporale e nella corteccia pre-frontale la risposta di ormoni ACTH e cortisolo ad eventi di stress (quantità secreta e tempo di permanenza), nonché l'intensità di segnale alla TAC. Si vede nei soggetti depressi (alla TAC iper-segnale di attività di queste aree), in quanti cercano il rischio a ogni costo e praticano sport estremi (ipo-segnale), apparentemente insensibili alla paura e che cadono subito in depressione non appena sono privati di tali stimoli: entrambi i gruppi conservano localmente il cortisolo, ormone dello stress, per tempi più lunghi della media subendo danni alla memoria di breve termine nell'ippocampo, e danni alla corteccia pre-frontale. Questo dipende a sua volta dai geni e dal vissuto dei singoli individui.
Secondo una corrente della psicologia moderna, corteccia e lobo temporale sono la sede dell'Io cosciente. L'Io cresce con il corpo e si forma soltanto attraverso le esperienze anche traumatiche dell'adolescenza: se la persona viene abituata fin da piccola a superare in modo positivo stress graduali e crescenti, per il resto della vita avrà un Io forte, un umore di fondo positivo, che non cade nel panico davanti alle difficoltà e considera le esperienze negative come un'occasione di crescita e maturazione, accetta o cerca lo stress e obiettivi sfidanti non come una causa di malessere da evitare (anche in caso di esiti positivi), ma come la forma stessa della vitalità.

## Aspetti dibattuti e critiche
Non esistono prove scientifiche o empiriche a sostegno delle tesi o dei presunti "poteri" di medium o canalizzatori, che si sono frequentemente dimostrati truffatori o ciarlatani, che sfruttano la credulità o la fragilità psicologica di persone in lutto o in difficoltà emotiva per richiedere loro cifre ingenti di denaro in cambio di falsi "contatti" con i loro parenti o amici deceduti, in merito a cui vengono fornite informazioni assolutamente generiche e facili da inventare.La psichiatria non riconosce la medianità, né come malattia né come possibile facoltà di un gruppo di persone psicologicamente sane e predisposte da fattori genetici e/o ambientali. La medianità ha molti aspetti comuni con la schizofrenia, che sono sovrapponibili per una serie di fenomeni:
- interesse per l'esotico (religioni e filosofie orientali ecc.) e il paranormale;
- angoscia apparentemente immotivata che precede un fatto, invece di seguirlo come reazione, cosa che avviene in una persona comune. A volte il fatto è irrilevante e si può interpretare solo come malattia, altre volte è rilevante e per chi crede nella medianità, specialmente se l'episodio si ripete più volte, l'angoscia è classificabile come forma di chiaroveggenza;
- allucinazioni sonore e visive: nell'80% circa dei casi di schizofrenia, in genere e all'inizio della malattia sono solo sonore, oppure meno di frequente visive e sonore assieme, quasi mai soltanto visive senza sentire delle voci. La visione non è nitida e dura anche per ore;
- deliri di persecuzione: tanto lo schizofrenico crede di essere tormentato, seguito, ingannato, spiato di nascosto, e ridicolizzato da tutti ma anche da qualcuno in particolare, quanto questa manifestazione è associabile a quella di un medium oggetto ad esempio di un poltergeist;
- deliri di riferimento: parole o gesti compiuti da un passante, passi di libri, film, giornali o canzoni sono letti, oltre che nel loro normale significato, come un messaggio riferito a sé stessi. Al solito modo, chi è protagonista di contatti di questo tipo afferma che questo è il reale se non l'unico modo delle entità di parlarci, per cui occorre essere particolarmente attenti e recettivi;
- deliri somatici, per la perdita di controllo su corpo e mente: furto del pensiero (convinzione che i pensieri siano rubati da entità esterne), inserzione del pensiero (convinzione che idee o pensieri estranei siano inseriti da terzi nella mente), deliri di controllo (convinzione che il proprio corpo e movimenti siano controllati da forze esterne, che possono farci muovere, ammalare, morire a loro piacimento). Anche il medium riesce, ovvero afferma, di poter comunicare col pensiero ad altre entità, e che queste possono entrare e uscire dal suo corpo inabitandolo;
- depersonalizzazione e derealizzazione: sensazione di essere staccati dal proprio corpo e staccati dalla realtà, con le deliranti preoccupazioni somatiche dette prima;
- disturbi del linguaggio: deragliamento, tangenzialità, fuga e rallentamento delle idee, incoerenza. La risposta non è attinente o non risponde del tutto alla domanda, è contraddittoria, inizia ma non conclude con un discorso sensato. Fatti simili si verificherebbero se le entità non intendono rispondere a parte o tutta la domanda, e invece vogliono lanciare altri messaggi, a volte comprensibili solo ad alcuni dei presenti;
- la schizofrenia ha conseguenze per tutta la vita e origini in età infantile, molto raramente al massimo intorno ai 30 anni. Però normalmente l'interessato ne avverte i sintomi e inizia un percorso di psichiatria-psicoterapia molto più tardi, oltre i 30 anni.

A ciò si aggiungono il ritiro sociale, l'improvviso disinteresse per lo studio o il lavoro, la trascuratezza nell'igiene e ordine personale, tipici sintomi di un inizio di schizofrenia, potenzialmente riscontrabili ma da accertare con quale frequenza si verifichino nelle popolazioni di sedicenti medium.

## Medium famosi
Tra i più noti medium del periodo classico, sovente accompagnati da controversie o prove d'inganni utilizzati nelle loro presunte evocazioni, si possono annoverare: 
- Helena Petrovna Blavatsky
- Allison DuBois
- Alice Bailey
- Jane Roberts
- Johann Christoph von Wöllner[8]
- Esther Hicks
- Lee Carroll
- Edgar Cayce
- George Chapman
- Andrew Jackson Davis
- Allan Kardec
- Emanuel Swedenborg
- Gustavo Adolfo Rol
- Sorelle Fox
- Daniel Dunglas Home
- Eusapia Palladino
- Sylvia Browne
- Rosemary Altea
- Antonia Tejera Reyes
- Chico Xavier